# جارد ميلز
جارد ميلز (بالإنجليزية: Jared Mills)‏ هو لاعب دوري الرغبي نيوزيلندي، ولد في 11 فبراير 1976.